# Wingen
Wingen är en kommun i departementet Bas-Rhin i regionen Grand Est (tidigare regionen Alsace) i nordöstra Frankrike. Kommunen ligger i kantonen Wissembourg som tillhör arrondissementet Wissembourg. År 2022 hade Wingen 453 invånare.

## Befolkningsutveckling
Antalet invånare i kommunen Wingen
| Referens: INSEE |